# 김길부
김길부(金吉夫)는 제12대 대한민국 병무청장이다. 1996년 12월 24일 ~ 1998년 3월 9일까지 제12대 대한민국 병무청장으로 재직하였다.